# Palmeral de Maranhão

Estado de Maranhão

Estado de Piauí

El palmeral de Maranhão es una ecorregión de la ecozona neotropical, definida por WWF, que se extiende por el centro-norte de Brasil.

## Ubicación
Es una ecorregión de selva lluviosa que ocupa 142.300 kilómetros cuadrados en noreste y centro del estado de Maranhão y el norte del estado de Piauí. Son selvas de transición entre las selvas ecuatoriales de Amazonia en el oeste y las sabanas más secas y matorrales xerófilos del sur y del este. La ecorregión está limitada por los manglares de Maranhão y por la restinga del noreste de Brasil a lo largo de la costa norte; separada de la selva húmeda del Tocantins-Pindaré, al noroeste y oeste, por el río Pindaré; la sabana arbustiva del cerrado al sur; y la catinga desértica al este.

## Flora
La Flora es variada, con la porción occidental hospedando selvas perennifolias y semicaducifolias, mientras el este es un mosaico de monte abierto y matorral, con áreas de sabana seca. En el curso bajo de los grandes ríos se encuentran sabanas húmedas estacionales.
El árbol dominante en la ecorregión es el babasú (Attalea speciosa), una palmera de aceite presente naturalmente a lo largo del borde sur de las selvas amazónicas, pero que se ha extendido debido a su tolerancia a los fuegos humanos y aclareo de bosques.

## Estado de conservación
En peligro crítico.